# Diego Caballero
Diego Caballero fue un explorador español, mercader y funcionario al servicio de la Corona española en el área del Caribe y en las islas de Venezuela.

## Biografía
Nació a finales del siglo XV en Guadalupe (Cáceres). Era hijo de Pedro Caballero y Catalina de Villegas. A primeros de marzo de 1517, aprovechando que su primo Hernando Caballero era alcalde de Santo Domingo, obtuvo permiso para emigrar a la isla antillana en compañía de su hermano Alonso. Como su familia era de ascendencia hidalga y contaban con buena posición económica, ocupó diversos cargos administrativos en la isla antillana. 
En primer lugar, Diego fue escribano en la Real Audiencia de Santo Domingo, gracias a lo cual su influencia comercial y política abarcaba toda la costa de Tierra Firme, desde Santa Marta hasta la isla de Trinidad. Hombre de extraordinarias dotes, además de verse favorecido con la distinción de Caballero Veinticuatro de Sevilla, era contador y mariscal de la Española, donde dirigía algunos negocios particulares.
Pasado algún tiempo, Diego Caballero renunció a sus cargos institucionales y se dedicó enteramente al comercio y al transporte marítimo entre ambas orillas del Atlántico.

## Tratante
Sus principios “comerciales” no fueron muy decorosos, ya que obtuvo licencia real para que, bajo la inspección del Oidor de la Real Audiencia de Santo Domingo, aprestase una armada y se dedicase a rescatar indígenas (llegándose a justificar la esclavitud de aquellos indios que rehusaran la conversión o practicaran el canibalismo) en las costas venezolanas, comprendidas entre los cabos de San Román y de la Vela, en una extensión de unas 100 leguas, además de ejercer ese indigno "comercio" en las islas adyacentes.
Parece ser que al año siguiente dejó esta censurable actividad, por miedo a las Leyes de Indias, o por remordimientos de conciencia. Caballero se desentendió de rescatar pertenencias valiosas de los indígenas y de enviar a cazar indígenas en las costas venezolanas. Por expresas indicaciones de la Corona, Diego Colón y el licenciado Rodrigo de Figueroa, autorizaron a Juan de Ampíes para que ocupara la costa venezolana de Santa Ana de Coro y las islas de Aruba y Curaçao con el objeto de "proteger" y "pacificar" a los indígenas, además de evangelizarlos y "encauzarlos" a una "vida organizada".

## Armador y comerciante
Después de la actividad esclavista, Diego Caballero se hizo con el control de algunas pesquerías de perlas, adquirió cuatro barcos y a su hermano Alonso lo envió a Sevilla y lo nombró su corresponsal y factor. Comienza entonces a enviar a Sevilla maderas finas, productos variados, metales preciosos y las perlas que abundantemente se conseguían en las islas caribeñas de Cubagua y Margarita. 
Al regreso, los barcos iban cargados con tejidos, utensilios diversos y otros productos de España. Como la estructura comercial crecía y necesitaba gente de confianza que les administrase las diversas factorías, aprovechando los frecuentes viajes de sus barcos, se llevó a muchos de sus coterráneos, entre ellos a un sobrino, Francisco Caballero, al que encargó de la pesquería de perlas que tenía en Cabo de la Vela.
Una vez que la gerencia de sus negocios la tenía bien organizada y en manos competentes de amigos y familiares, el 4 de agosto de 1525 firmó capitulaciones con Carlos I de España para la exploración, conquista y explotación del territorio correspondiente a la Provincia de Venezuela, desde el Cabo San Román hasta el Cabo de la Vela. 
Los Fugger y los Welser, informados de la prosperidad de sus negocios, consiguieron evitar que Diego Caballero obtuviese la gobernación de Venezuela.
Ante esta contrariedad Diego aumentó la flota de barcos, abrió otras rutas de comercio marítimo y puso en marcha nuevas explotaciones de perlas en Isla de Cubagua, Cabo de la Vela y en Panamá.
La Iglesia reclamará mejor trato para los indefensos buceadores, y Diego Caballero, como “buen cristiano”,manda que sus pescadores oigan misa antes de bucear y que los casen con las mujeres de la tierra, porque estarán más seguros, además de que no ofenderán a Dios y poblarán la tierra. Singular y gratuita manera de aumentar el número de buceadores. Además, ordena que a su “rebaño perlero” se le dé, además de buena comida, medio cuartillo de vino diario, camisas, calzones y hamacas, o lechos de paja, para dormir cómodamente, y que no les falte de nada para que Dios y los hombres se vean servidos.

## Retiro
Cuando llegó a la ancianidad, consideró conveniente retirarse de la actividad comercial, y con el producto de sus enormes ganancias indianas, vivió holgadamente en Sevilla, y se dedicó a dar limosnas y a promover obras benéficas. Cada año cumplía con la promesa de visitar el Santuario de Guadalupe en Extremadura, para agradecer a la Virgen lo que había conseguido y pedirle por los suyos y por la salvación de su alma.
Para adquirir los privilegios de la nobleza, Caballero solicitó plaza de veinticuatro de Sevilla, por la cual desembolsó un millón de maravedíes. La plaza le fue concedida, pese a la oposición del cabildo de la ciudad y quizás gracias al apoyo del conde de Niebla, a quien Caballero le había regalado otra plaza.
Recordando las aventuras de sus inicios esclavistas, la forma en como había amasado tantos ducados indianos sin haber encontrado el mítico Dorado, pidiendo a Dios que perdonase sus pecados y rezando por el alma de sus buceadores, el 27 de noviembre de 1560, entregó la suya en la apacibilidad y en el descanso económico que ahora le brindaba Sevilla.  
Sus restos están en la Capilla del Sacramento de la Catedral Primada de América de Santo Domingo en República Dominicana.